# Rolf Fister
Rolf Fister (ur. 12 października 1929 w Großdeuben k. Lipska, zm. 19 marca 2007 w Berlinie) – generał major Stasi.
Skończył szkołę ludową, był pomocnikiem majstra w fabryce, od 1952 funkcjonariusz Stasi, pracownik Wydziału IV Zarządu Stasi Saksonii, 1952-1953 słuchacz szkoły Stasi w Poczdamie, później pracował w Wydziale IX Stats-Sekretariatu Bezpieczeństwa Państwowego/Ministerstwie Bezpieczeństwa Państwowego NRD, od 1957 kapitan. Od 14 lutego 1958 do 1 października 1959 zastępca szefa Wydziału IX/1 Głównego Wydziału IX MBP NRD, od 1 października 1959 do 1 maja 1965 szef Wydziału IX/1 Głównego Wydziału IX MBP NRD, 1956-1960 zaocznie studiował kryminalistykę w Centralnej Szkole Policji Ludowej w Arnsdorfie, później w szkole policyjnej w Aschersleben, 1962-1966 studiował zaocznie na Uniwersytecie Humboldta w Berlinie, 1961 awansowany na majora, a 1966 na podpułkownika. Od 1 kwietnia 1966 zastępca szefa Głównego Wydziału IX MBP NRD, w październiku 1973 mianowany pułkownikiem, od 1 grudnia 1973 do listopada 1989 szef Głównego Wydziału IX MBP NRD, 1975 został doktorem prawa w Wyższej Szkole Prawniczej MBP w Poczdamie, 15 lutego 1978 awansowany na generała majora. Od 1990 na emeryturze.